# Communauté de communes des Portes de Sologne
La communauté de communes des Portes de Sologne, dénommée jusqu'en 2015 « communauté de communes du canton de La Ferté-Saint-Aubin », est une communauté de communes française du département du Loiret en région Centre-Val de Loire.
Le nom de la communauté de communes fait référence à la région naturelle de la Sologne.

## Géographie

### Géographie physique
Située au sud du département du Loiret, la communauté de communes des Portes de Sologne regroupe 7 communes et présente une superficie de 415 km2.

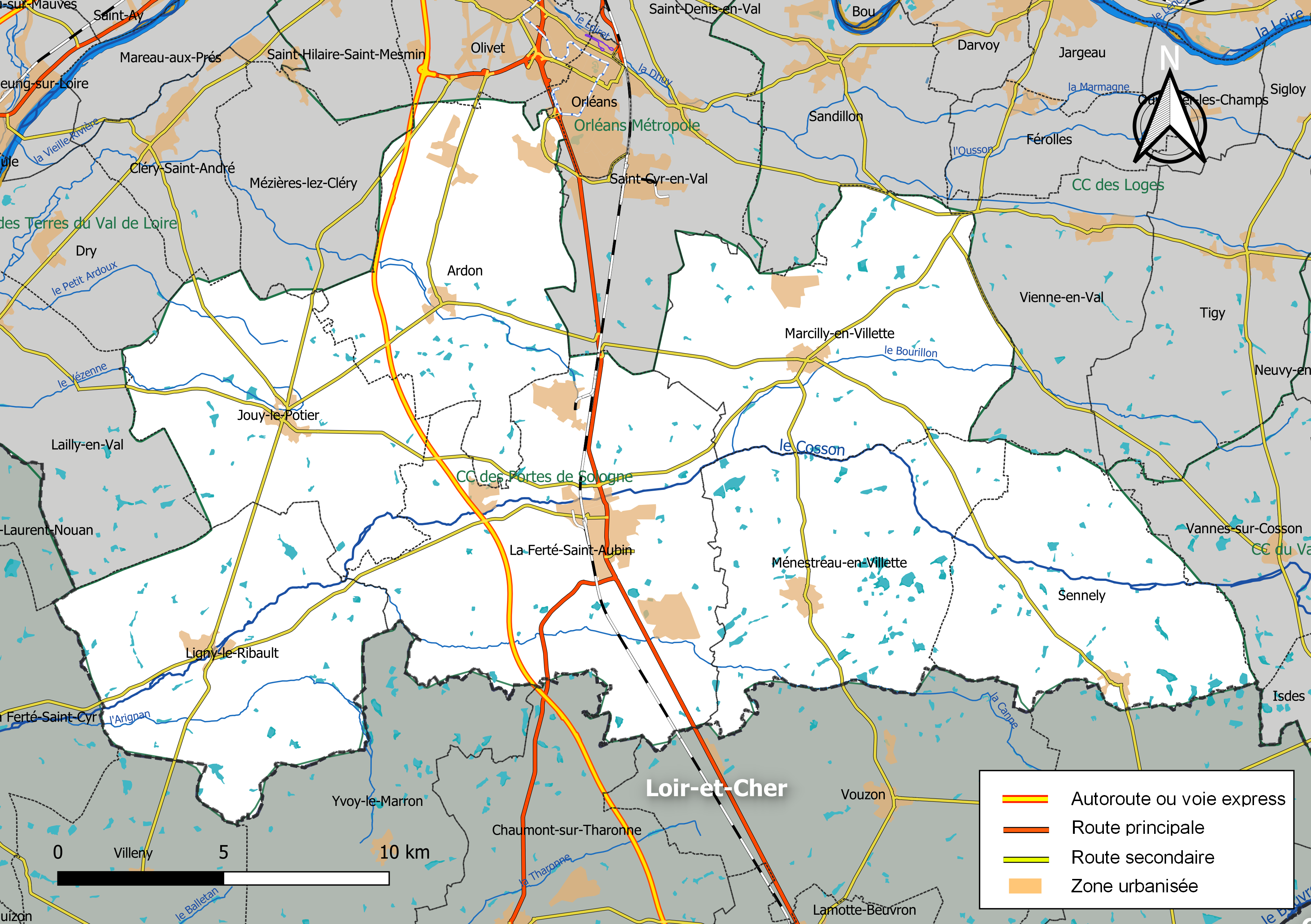
Carte de la communauté de communes des Portes de Sologne au 1er janvier 2019.

### Composition
La communauté de communes est composée des 7 communes suivantes :

| Nom                          | Code Insee | Gentilé       | Superficie (km2) | Population (dernière pop. légale) | Densité (hab./km2) |
| ---------------------------- | ---------- | ------------- | ---------------- | --------------------------------- | ------------------ |
| La Ferté-Saint-Aubin (siège) | 45146      | Fertésiens    | 86,12            | 7 317 (2022)                      | 85                 |
| Ardon                        | 45006      | Ardonnais     | 53,65            | 1 201 (2022)                      | 22                 |
| Jouy-le-Potier               | 45175      | Joviciens     | 50,4             | 1 631 (2022)                      | 32                 |
| Ligny-le-Ribault             | 45182      | Lignois       | 59,21            | 1 255 (2022)                      | 21                 |
| Marcilly-en-Villette         | 45193      | Marcillois    | 62,66            | 2 185 (2022)                      | 35                 |
| Ménestreau-en-Villette       | 45200      | Menestréens   | 53,62            | 1 385 (2022)                      | 26                 |
| Sennely                      | 45309      | Senneliaciens | 49,32            | 680 (2022)                        | 14                 |

## Compétences
- Aménagement de l'espace communautaire
- Développement économique
- Protection et mise en valeur de l'environnement
- Politique du logement, cadre de vie et amélioration de l'habitat
- Construction, entretien et fonctionnement d'équipements culturels, sportifs et d'équipements de l'enseignement préélémentaire et élémentaire d'intérêt communautaire
- Actions dans le domaine social
- Actions en faveur du tourisme et culturel
- Actions dans le domaine scolaire (second degré)
- Collecte et traitement des déchets
- Entretien des rivières
- Actions en faveur des personnes âgées
- Actions en faveur de l'insertion professionnelle à travers une participation au CILS (Centre d'Initiatives Locales de Sologne)
- Développement économique
- Assainissement autonome
- Création d'une aire d'accueil des gens du voyage
- Actions en faveur de la petite enfance
- Actions dans le domaine sportif : création d'un complexe aquatique
- Développement des nouvelles technologies de l'information et de la communication (NTIC)

## Historique
Le 14 novembre 2006 est créée la communauté de communes du canton de La Ferté-Saint-Aubin.
Le 20 janvier 2015, le conseil communautaire décide de changer le nom de l'intercommunalité, considérant que l'ancienne dénomination ne permet pas de dégager l'identité du territoire d'autant que le périmètre du canton de La Ferté-Saint-Aubin a été modifié à la suite de la réforme cantonale de 2014 entrant en vigueur à l'occasion des élections départementales de mars 2015, et retient la dénomination « communauté de communes des portes de Sologne ». Après accord de tous les membres le nom est entériné par arrêté préfectoral du 22 mai 2015.
Dans un communiqué de presse daté du 17 mars 2016 et intitulé « Le nouveau schéma départemental de coopération intercommunale du Loiret », la préfecture du Loiret annonce l'arrivée de la commune de Jouy-le-Potier, appartenant à la communauté de communes du Val d'Ardoux, dans la communauté de communes des Portes de Sologne à compter du 1er janvier 2017.

### Logotypes

Logotype avant le changement d'appellation de la communauté de communes.
Logotype après le changement d'appellation de la communauté de communes.
Logotype actuel de la communauté de communes.

## Conseil communautaire
La composition de l'exécutif du conseil communautaire est depuis 2015 la suivante :
- Président, Jean-Paul Roche, adjoint au maire d'Ardon ;
- 1er vice-président : Constance de Pélichy, maire de La Ferté-Saint-Aubin ;
- 2e vice-président : Hervé Nieuvarts, maire de Marcilly-en-Villette ;
- 3e vice-président : Eric Lembo, maire de Ménestreau-en-Villette ;
- 4e vice-président : Anne Durand-Gaborit, maire de Ligny-le-Ribault ;
- 5e vice-président : Elysabeth Catoire, maire d’Ardon ;
- 6e vice-président : Pierre Henry, maire de Sennely ;
- 7e vice-président : Stéphane Chouin, adjoint au maire de La Ferté-Saint-Aubin.

## Identification
Identification SIREN : 200005932.

## Sources
- Le splaf - (Site sur la Population et les Limites Administratives de la France)
- La base aspic - (Accès des Services Publics aux Informations sur les Collectivités)